# Euplexia variegata
Euplexia variegata là một loài bướm đêm trong họ Noctuidae.